# Cynorkis purpurascens
Cynorkis purpurascens es una especie de orquídea de hábito  epífita o litófita de la subfamilia Orchidoideae. Se encuentra en el oeste del Océano Índico.

## Descripción
Es una orquídea de tamaño pequeño a mediano que prefiere el clima  fresco. Tiene hábitos  epífitas o litófitas,  con hojas caducifolias, lanceoladas óvaladas. Florecen  en la primavera hasta el otoño en una glabra inflorescencia sub-corimbosa con 10-35 flores.

## Distribución
Se encuentra en Madagascar y las Mascareñas sobre las rocas en la sombra o, a veces en troncos de árboles cubiertos de musgo en las elevaciones desde el nivel del mar hasta los 1500 metros. 

## Taxonomía
Fue descrita por el botánico francés Louis Marie Aubert Du Petit-Thouars y publicado en Histoire Particulière des Plantes Orchidées t. 15 en el año 1822.

## Sinonimia
- Gymnadenia purpurascens A.Rich. (1828)
- Orchis purpurascens Spreng. (1826)
- Cynosorchis calanthoides Kraenzl. (1882)
- Cynorkis praecox Schltr. (1924)[1][2]